# 益州之战
益州之戰是東漢末年劉備與益州牧劉璋爭奪益州的戰爭。自赤壁之戰後，劉備領有荊州，為實現《隆中對》跨有荊、益的計劃，已有意圖進攻益州。此時劉璋受制於據守漢中的張魯，又有強大的曹操意圖攻取漢中，對蜀地構成威脅，張松於是勸劉璋歡迎劉備入蜀，以增強實力自保。劉璋於是請劉備入蜀。劉備入蜀後初期與劉璋關係良好，劉璋更給兵士予劉備和讓他督白水軍，讓他進攻張魯。劉備到了葭萌後就不再前進。建安十七年（212年）十二月，劉備與劉璋決裂，並發動戰爭。劉備一直向成都逼近，諸葛亮、張飛和趙雲亦入蜀助戰，但劉備軍隊在雒城時受阻一年，直至建安十九年（214年）五月，劉備圍困成都，劉璋才向劉備投降。

## 背景
劉備在赤壁之戰與孫權聯手擊敗曹操後，取得荊州五郡（即南郡、長沙、零陵、武陵、桂陽）。在安定荊南四郡（長沙、零陵、武陵、桂陽）後，即等待機會進圖益州。孙权也对刘备称益州牧劉璋不能自守，如果益州被曹操夺取就会危及荆州，表示有意合作夺取益州。刘备原本认为东吴不可能越荆州而有蜀，那时可将蜀地据为己有，想同意。但主簿殷观指出可能不但进攻无果，还被孙权所乘。于是刘备采纳殷观的计策，虽然表示赞同孙权取蜀，但以自己刚占据荆南、“益州民富强，土地险阻，刘璋虽弱，足以自守”、同盟攻伐会让曹操得志为由不肯出兵合作，并阻拦孙权进军，孙权只能作罢。
劉璋的軍議校尉法正和別駕張松認為劉璋沒有作為，他們在知道劉備有雄才偉略後，決定要投向劉備。建安十六年（211年）十二月，劉璋知道曹操意圖攻打漢中的張魯，十分害怕一旦漢中落入曹操之手，曹操得到張魯的資源，會發兵攻入蜀地；張松於是勸劉璋迎劉備入蜀，由他佔領漢中，並作為自己的屏障，但其實張松是密謀協助劉備奪取益州；劉璋聽從，並派法正歡迎劉備。法正見劉備後，向劉備說了他和張松的計劃，勸劉備進圖益州；劉備聽從，於是領步騎萬人入蜀，留張飛、諸葛亮等守荊州。
劉備入蜀後劉璋親自前去歡迎，歡飲百多日後，劉璋給予劉備軍隊和大量物資，命他督白水軍並攻擊張魯。於是劉備率領三萬多人北上，但停在葭萌關，廣樹恩德收買民心。建安十七年（212年）十二月，龐統向劉備獻計，上計為精銳奇襲攻取成都，一舉定蜀；中計為誘騙並捕擄白水軍督杨怀和高沛，吞併他們的軍隊並且攻打成都；下計為退守白帝城，引荊州軍隊攻取蜀地。劉備聽從中計。此時正值曹操南征孫權（濡須口之戰前夕），孫權向劉備求救，劉備藉口向劉璋要求增加一萬兵及軍需品，但劉璋只給四千兵及要求的一半軍需，劉備因而佯裝大怒向部眾稱劉璋吝惜財富，不顧士兵生死。同時張松兄長張肅發現張松意圖叛變並迎立劉備，擔心會危及自己，於是告發張松，劉璋殺死張松，又命令邊關的文書不必再知會劉備。劉備陰謀被洩，於是按龐統的中計，召高沛和楊懷到來，斥責他們無禮並斬了他們，並且將白水軍併入自己軍隊，進據涪城。益州之戰正式開始。

## 經過

### 南攻益州
次年五月，益州從事鄭度建議劉璋實行堅壁清野，令劉備不能前進，直至他們糧盡撤退，但劉璋不接納。同時劉璋派部將劉璝、冷苞、張任、鄧賢和吳懿等抵抗劉備，但都被擊敗，只能退守綿竹，吳懿更向劉備投降；劉璋於是派護軍李嚴和費觀督綿竹諸軍，但李嚴和費觀卻率眾向劉備投降，劉備力量日漸壯大，一方面南進，一方面派將領佔領各縣。劉璝、張任和劉璋的兒子劉循只有退守雒城，劉備於是進兵圍攻雒城。張任又領兵到金雁橋抵抗，被劉備擊敗，張任被擒但堅決不降，於是被殺。而後劉循據守雒城近一年，與劉備軍相拒。
同時，諸葛亮、張飛和趙雲等都從荊州率兵入蜀，張飛在江州擊敗巴郡太守赵莋及其将领嚴顏，平定江州後分兵推進，趙雲從外水平定江陽、犍為，張飛平定巴西、德陽後（資治通鑑版，華陽國志則寫張飛平定巴西，諸葛亮平定德陽，趙雲同上），向成都推進。德阳陌下的刘璋从事领帐下司马张裔未能阻挡张飞，败还成都。（三國志·張裔傳，華陽國志則稱張裔為諸葛亮所敗。）

### 進圍成都
劉備與劉循在雒城對峙一年多，期間龐統中流矢戰死。先前，孙权派吕岱、尹异等入川引诱张鲁，但未能取得张鲁信任，孙权于是召回吕岱。吕岱说刘备“部众离落，死亡且半，事必不克”，但吳範不赞同。
法正勸劉璋投降，信中称孙权“遣弟及李异、甘宁（皆为已经投靠孙权的刘璋旧将）等为其后继”，即孙权也有派军助刘备的计划，但劉璋不作回應。最終到建安十九年（214年）五月，劉備攻破雒城，並進一步圍困成都，此時諸葛亮、張飛和趙雲等都趕到與劉備會合，同時奉张鲁之命前来救刘璋的馬超亦到來投靠劉備，並領兵駐屯成都城北，震驚城內。广汉督邮朱叔贤和兄弟策划出城投降，被处决；蜀郡太守许靖想越城出逃，也被察觉，刘璋因为自己就要败亡了，没有处置。
劉備圍困成都十多日，劉備派從事中郎簡雍勸降，當時成都還有精兵三萬人和一年的糧食，吏民都決意要死守到底，但劉璋卻說：「父子在州二十餘年，無恩德以加百姓。百姓攻戰三年，肌膏草野者，以璋故也，何心能安！（劉焉和我父子兩人治理益州二十餘年，未嘗對百姓有恩德。今天百姓為我征戰三年，當中戰死的人都只因為我而死，我怎能心安！）」於是開城向劉備投降。益州之戰至此結束。益州各地望风而降，黄权等闭门坚守者得知刘璋投降，也投降刘备。

## 影響
- 劉備自此奪得益州，領益州牧，並且流放劉璋到公安。劉備得益州後，實現了諸葛亮在隆中對中「跨有荊、益」的計策，為劉備建立了一個穩固的基地。

- 此战期间，孙权之妹、刘备之妻孙夫人擅自回娘家，还意图带走刘备子刘禅，未遂。劉備奪得益州後，孫權則向劉備索取荊州，劉備只說：「須得涼州，當以荊州相與。（我得到涼州後，定當將荊州給你）」孫權因而忿恨，並且派呂蒙襲取長沙、零陵和桂陽三郡，與劉備爭奪荊州。雙方的摩擦大大地損害了孫劉聯盟。

- 曹操在隨後一年（215年）佔領漢中，危及蜀地安全，其間亦爆發過一些戰役，為著益州的安全，劉備於是在建安二十二年（217年）發動漢中之戰，與曹操爭奪漢中。刘备也因此与孙权重新结盟，以湘水协定重新划分荆州疆域，承认已被孙权攻陷的长沙、桂阳为孙权所有，并撤走在沔口的驻军将江夏也彻底交给孙权，而孙权因为希望刘备在汉中与曹操相持以便自己进取合肥，也同意了协定，将已攻占的零陵还给刘备。

## 參戰人物
|  | - 劉備主力軍 - - 劉備（主帥） - 簡雍 - 伊籍 - 霍峻（防守葭萌關） - 龐統（戰死） - 法正 - 張松（劉備內應遭斬首） - 黃忠 - 魏延 - 卓膺 - 薛永（隨劉備入蜀） - 陳震（隨劉備入蜀） - 張存（隨劉備入蜀） - 輔匡（隨劉備入蜀） - 鄧方（以荊州從事隨劉備入蜀） - 劉邕（隨劉備入蜀） - 馬謖 - 習禎 - 楊顒 - 彭羕 - 荊州援軍 - - 諸葛亮（主帥） - 劉封 - 趙雲 - 張飛 - 宗預 - 李恢 （投奔） - 漢中降軍 - - 馬超（從張魯軍來降） - 馬岱 | - 劉璋成都守軍 - 劉璋（投降） - 劉巴（隨劉璋投降） - 許靖 （投降） - 鄭度 - 張翼（投降） - 張嶷（投降） - 朱叔賢（欲降劉備，事泄被殺） - 王累（勸諫自殺） - 白水關守軍 - - 楊懷 - 高沛（被殺） - 梓潼守軍 - - 王連（投降） - 涪城守軍 - - 吳懿（投降） - 綿竹守軍 - - 李嚴（投降） - 費觀（投降） - 費詩（投降） - 雒城守軍 - - 劉循（隨劉璋投降） - 張任（被俘殺） - 劉璝 - 泠苞 - 鄧賢 - 巴郡守軍 - - 嚴顏（被俘） - 廣漢守軍 - - 黃權（隨劉璋投降） - 張肅 - 德陽守軍 - - 张裔 （隨劉璋投降） |

## 延伸阅读
- 《資治通鑑》
- 《三國志·蜀書·劉二牧傳》
- 《三國志·蜀書·先主傳》
- 《三國志·蜀書·張飛傳》
- 《華陽國志》